# 赫特福德和斯托福德 (英國國會選區)
赫特福德和斯托福德（英語：Hertford and Stortford），英國國會一郡選區，包括英格蘭東部赫特福德郡東赫特福德郡一部。始設於1983年。
本區一直支持保守黨。2010年大選中馬克·普里斯克以53.8%選票勝出該區二度連任。